# Cahuatache
Cahuatache es una localidad del estado mexicano de Guerrero. Es parte del municipio de Xalpatláhuac.

## Toponimia
El nombre «Cahuatache» proviene de los términos en mixteco: kawa, gran piedra;  tachi, aire. Su significado es «cueva del aire».

## Demografía
| Gráfica de evolución demográfica |
|                                  |

| Censo | Población |
| ----- | --------- |
| 1930  | 976       |
| 1940  | 924       |
| 1950  | 900       |
| 1960  | 1 208     |
| 1970  | 1 181     |
| 1980  | 1 231     |
| 1990  | 1 222     |
| 2000  | 1 321     |
| 2010  | 1 449     |
| 2020  | 1 323     |